# Back to the Future: Music from the Motion Picture Soundtrack
Back to the Future: Music From the Motion Picture Soundtrack é a trilha sonora do filme Back to the Future.Laçado em LP en Maio de 1985 pela MCA e CD em 1990.

## Faixas
1. "The Power of Love - Huey Lewis and the News
2. "Time Bomb Town" – Lindsey Buckingham
3. "Back to the Future" – The Outatime Orchestra
4. "Heaven Is One Step Away" – Eric Clapton
5. "Back in Time" – Huey Lewis and the News
6. "Back to the Future Overture" - The Outatime Orchestra
7. "The Wallflower (Dance with Me Henry)" – Etta James
8. "Night Train" – Marvin Berry and the Starlighters
9. "Earth Angel (Will You Be Mine)" – Marvin Berry and the Starlighters
10. "Johnny B. Goode" – Marty McFly with the Starlighters

Músicas da trilha sonora do filme não incluídas no disco:
- "Mr. Sandman" - Four Aces
- "The Ballad of Davy Crockett" - Fess Parker
- "Pledging My Love" - Johnny Ace